# 1–10 Park Quadrant

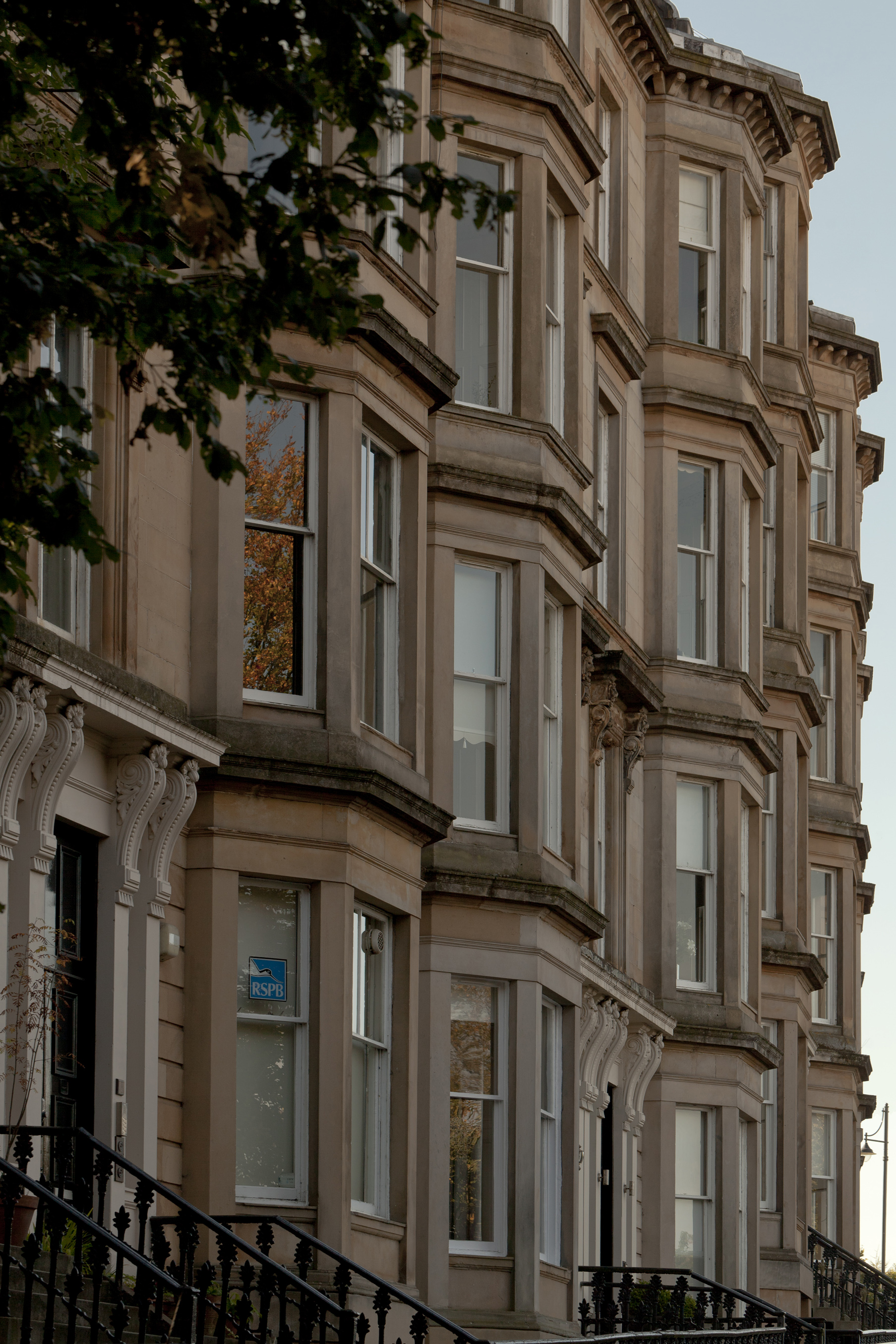
1–10 Park Quadrant

Unter der Adresse 1–10 Park Quadrant in der schottischen Stadt Glasgow befindet sich ein Ensemble von Wohngebäuden. 1970 wurde das Bauwerk als Einzeldenkmal in die schottischen Denkmallisten zunächst in der Kategorie B aufgenommen. Die Hochstufung in die höchste Denkmalkategorie A erfolgte 1986. Des Weiteren ist das Bauwerk Teil eines umfassenderen Denkmalensembles der Kategorie A.

## Geschichte
Die frühesten Entwürfe der Gebäudezeile reichte der schottische Architekt Charles Wilson im Februar 1855 ein. Es wurde eine Überarbeitung der Pläne in Auftrag gegeben, die im Januar 1856 abgeschlossen war. In den folgenden Jahren wurden die Entwürfe ausgeführt. Die Fassaden der Häuser Nummer 1 und 2 treten leicht aus der Fassadenflucht heraus und wurden möglicherweise als erste errichtet.

## Beschreibung
Das vierstöckige Ensemble entlang des Park Quadrant umfasst den nördlichen Abschluss des Park Districts nordwestlich des Glasgower Stadtzentrums. Gegenüber liegt der Kelvingrove Park. Die Neorenaissancegebäude sind im Stile der französischen Renaissance-Architektur ausgestaltet. Die Hauptfassaden sind jeweils zwei Achsen weit. Im Bereich des Erdgeschosses ist das Mauerwerk rustiziert. Die zweiflügligen Eingangstüren sind über kurze Vortreppen mit gusseisernen Geländern zugänglich. Sie sind mit flankierenden Seitenfenstern und schlichten Verdachungen auf ornamentierten Konsolen gestaltet. Die Fenster des ersten und zweiten Obergeschosses sind ebenfalls verdacht. Daneben ziehen sich abgekantete Ausluchten über die gesamte Gebäudehöhe. Unterhalb der Fenster gliedern Fenstergesimse die Fassade. Die Fassade schließt mit einem Kranzgesimse. Die steilen Dächer sind mit Schiefer eingedeckt.